# Gilles van Berlaymont
Gilles van Berlaymont, heer van Hierges (ca. 1540 - Maastricht 18 juni 1579), was een 16e-eeuws edelman, militair en staatsman. Hij was stadhouder onder Spaans bewind van verschillende gewesten van de Habsburgse Nederlanden.

## Familie
Gilles van Berlaymont was de zoon van Karel van Berlaymont en Adriana de Ligne Barbançon. Twee van zijn broers, Florent en Claudius, waren eveneens belangrijke militairen uit de beginperiode van de Tachtigjarige Oorlog. Een andere broer, Lodewijk van Berlaymont, was bisschop van Kamerijk.

## Loopbaan
Gilles onderscheidde zich bij het Beleg van Valencijn (december 1566 - maart 1567) onder het bevel van de Spaanse legeraanvoerder Filips van Noircarmes. De belegering van Valencijn, samen met de Slag bij Wattrelos en de inname van Doornik, wordt gezien als het eerste gewapende treffen in de opstand van de Nederlandse gewesten tegen het Spaanse gezag, wat een jaar later zou leiden tot de Tachtigjarige Oorlog. In april 1567 werd Gilles de eerste militaire gouverneur van Maastricht, toen die stad garnizoensstad werd. Maar na twee maanden al moest hij plaats maken voor de Duitse edelman Philip van Eberstein, die zijn eigen militaire bezetting meebracht. In hetzelfde jaar werd hij, net als zijn vader, lid van de Raad van Beroerten, en werd vervolgens een belangrijke hulp van Alva en Requesens bij diverse militaire operaties.
In 1572 werd Gilles toegelaten tot de Orde van het Gulden Vlies en stadhouder van Friesland, Groningen, Drenthe en Overijssel (1572-1573), en kort daarop tevens van Gelre en Zutphen (1572-1578). In 1574 werd hij plaatsvervangend stadhouder van Holland, Zeeland en Utrecht (1574-1577). Als ‘mestre de camp’ van het Spaanse leger deed hij in 1574 een inval in West-Friesland. Na een kort Beleg van Oudewater veroverde hij in 1575 Oudewater, dat hij liet platbranden.
In maart 1576 schetste hij in een brief aan de Raad van State de miserabele toestand in zijn gewesten.
Zoals velen sloot Gilles zich na de Spaanse Furie aan bij de opstandige Staten-Generaal. Dit deed hij op 15 oktober 1576, en 19 oktober schreef hij een brief aan Boussu om hem over te halen hetzelfde te doen. Gilles gaf echter, net als zijn vader, de nieuwe landvoogd Don Juan zijn vertrouwen door de Unie van Brussel te tekenen. Opnieuw samen met Boussu veroverde hij Kasteel Vredenburg op het daar achtergebleven Spaanse garnizoen.
Daarna echter nam hij deel aan Don Juans machtsgreep door mee de Citadel van Namen te veroveren (24 juli 1577) en daarna namens Don Juan zich meester te maken van de vesting Charlemont te Givet. Voor deze trouw werd Gilles beloond met hoge Spaanse posities, al verloor hij zijn stadhouderschappen in de nu opstandige gewesten Holland, Zeeland, Utrecht, Gelre en Zutphen. Op 2 september 1577 werd hij lid van de Raad van State. In 1578 werd Gilles, als opvolger van zijn overleden vader, baron van Hierges en stadhouder van Namen en Artesië.
Gilles van Berlaymont sneuvelde ten slotte tijdens het Beleg van Maastricht (1579).

## Voorouders
| Voorouders van Gilles van Berlaymont | Voorouders van Gilles van Berlaymont                              | Voorouders van Gilles van Berlaymont                              | Voorouders van Gilles van Berlaymont                              | Voorouders van Gilles van Berlaymont                              | Voorouders van Gilles van Berlaymont                                      | Voorouders van Gilles van Berlaymont                                      | Voorouders van Gilles van Berlaymont                                           | Voorouders van Gilles van Berlaymont                                           |
| ------------------------------------ | ----------------------------------------------------------------- | ----------------------------------------------------------------- | ----------------------------------------------------------------- | ----------------------------------------------------------------- | ------------------------------------------------------------------------- | ------------------------------------------------------------------------- | ------------------------------------------------------------------------------ | ------------------------------------------------------------------------------ |
| Overgrootouders                      | Michiel I van Berlaymont (1437-1483) ∞ 1462 Joanna d'Orley (-)    | Michiel I van Berlaymont (1437-1483) ∞ 1462 Joanna d'Orley (-)    | Willem van Berault (1430-1485) ∞ Margaretha van Premilhac (-)     | Willem van Berault (1430-1485) ∞ Margaretha van Premilhac (-)     | Willem de Ligne Barbançon (1450-1515) ∞ Anna Adriana van Halewijn (1455-) | Willem de Ligne Barbançon (1450-1515) ∞ Anna Adriana van Halewijn (1455-) | Cornelis van Glymes (1458-1510) ∞ Maria Margaretha van Zevenbergen (1460-1529) | Cornelis van Glymes (1458-1510) ∞ Maria Margaretha van Zevenbergen (1460-1529) |
| Grootouders                          | Michiel II van Berlaymont (-1516) ∞ Maria van Berault (-)         | Michiel II van Berlaymont (-1516) ∞ Maria van Berault (-)         | Michiel II van Berlaymont (-1516) ∞ Maria van Berault (-)         | Michiel II van Berlaymont (-1516) ∞ Maria van Berault (-)         | Lodewijk de Ligne Barbançon (1490-1540) ∞ Maria van Glymes (1495-1566)    | Lodewijk de Ligne Barbançon (1490-1540) ∞ Maria van Glymes (1495-1566)    | Lodewijk de Ligne Barbançon (1490-1540) ∞ Maria van Glymes (1495-1566)         | Lodewijk de Ligne Barbançon (1490-1540) ∞ Maria van Glymes (1495-1566)         |
| Ouders                               | Karel van Berlaymont (1510-1578) ∞ Adriana de Ligne Barbançon (-) | Karel van Berlaymont (1510-1578) ∞ Adriana de Ligne Barbançon (-) | Karel van Berlaymont (1510-1578) ∞ Adriana de Ligne Barbançon (-) | Karel van Berlaymont (1510-1578) ∞ Adriana de Ligne Barbançon (-) | Karel van Berlaymont (1510-1578) ∞ Adriana de Ligne Barbançon (-)         | Karel van Berlaymont (1510-1578) ∞ Adriana de Ligne Barbançon (-)         | Karel van Berlaymont (1510-1578) ∞ Adriana de Ligne Barbançon (-)              | Karel van Berlaymont (1510-1578) ∞ Adriana de Ligne Barbançon (-)              |
| Gilles van Berlaymont (1540-1579)    |                                                                   |                                                                   |                                                                   |                                                                   |                                                                           |                                                                           |                                                                                |                                                                                |

- Digitale Bibliotheek voor de Nederlandse Letteren: berl027
- Gemeinsame Normdatei: 138574219
- International Standard Name Identifier: 0000 0000 6602 5228
- Virtual International Authority File: 90851370